# Olympische Winterspiele 1948/Teilnehmer (Spanien)
| Gelbes Symbol für Goldmedaillen mit stilisierten Olympischen Ringen | Graues Symbol für Silbermedaillen mit stilisierten Olympischen Ringen | Braundes Symbol für Bronzemedaillen mit stilisierten Olympischen Ringen |
| ------------------------------------------------------------------- | --------------------------------------------------------------------- | ----------------------------------------------------------------------- |
| —                                                                   | —                                                                     | —                                                                       |

Spanien nahm an den V. Olympischen Winterspielen 1948 in St. Moritz mit einer Delegation von 6 Athleten teil.
| Männliche Teilnehmer aus Spanien | Männliche Teilnehmer aus Spanien | Männliche Teilnehmer aus Spanien | Männliche Teilnehmer aus Spanien | Männliche Teilnehmer aus Spanien |
| Sportart                         | Sportler                         | Disziplin                        | Platz                            | Bemerkung                        |
| -------------------------------- | -------------------------------- | -------------------------------- | -------------------------------- | -------------------------------- |
| Ski Alpin                        | José Arias                       | Abfahrt                          | 86                               |                                  |
| Ski Alpin                        | José Arias                       | Kombination                      | 54                               |                                  |
| Ski Alpin                        | José Arias                       | Spezialslalom                    | 45                               |                                  |
| Ski Alpin                        | Fernando Armiñán                 | Abfahrt                          | 102                              |                                  |
| Ski Alpin                        | Ramon Blanco                     | Spezialslalom                    | 65                               |                                  |
| Ski Alpin                        | Thomas Morawitz                  | Abfahrt                          | 89                               |                                  |
| Ski Alpin                        | Thomas Morawitz                  | Kombination                      | 59                               |                                  |
| Ski Alpin                        | Thomas Morawitz                  | Spezialslalom                    | 51                               |                                  |
| Ski Alpin                        | Juan Poll                        | Spezialslalom                    | 45                               |                                  |
| Ski Alpin                        | Jose Vila                        | Abfahrt                          | 100                              |                                  |